# Henri Hajdenberg
Henri Hajdenberg (* 22. Juni 1947 in Boulogne-Billancourt) ist ein französischer Rechtsanwalt. Er war von 2000 bis 2001 Präsident des Europäischen Jüdischen Kongresses.

## Leben
Hajdenberg wurde 1947 als Sohn eines Kaufmanns in einer südwestlich von Paris gelegenen Gemeinde im Département Hauts-de-Seine geboren. Nach dem Besuch des Lycée Turgot im 3. Pariser Arrondissement studierte er Rechtswissenschaften an der Universität Panthéon-Assas in Paris. 1971 erhielt er die Anwaltszulassung.
1964 gründete er den Radiosender Radio J der jüdischen Gemeinde in Paris. 1973 war er Gründungspräsident der jüdischen Bewegung Le Renouveau juif. Er war von 1995 bis 2001 Präsident des Conseil Représentatif des Institutions Juives de France (CRIF). Von 2000 bis 2001 stand er dem Europäischen Jüdischen Kongress vor.